# Taringa!
Taringa! foi uma comunidade virtual com origem na Argentina criada em 2004 por Fernando Sanz e adquirida em Novembro de 2006 por Alberto Nakayama e os irmãos Botbol (Matías e Hernán). No Taringa! os usuários podiam compartilhar todo tipo de informação por meio de posts. O site tinha uma funcionalidade do tipo colaborativo. No dia 24 de março de 2024 a plataforma encerrou suas atividades. 

## História
Visto que no Taringa! não era permitida a publicação de pornografia, foi criado um site gêmeo de similar aparência chamado Poringa, no qual os usuários podem publicar todo tipo de material adulto. Mesmo sendo um site independente do Taringa! tanto os moderadores como os usuários são os mesmos.
A fama de ambos sites foi crescendo por causa da aparição nos meios de comunicação nacionais por diferentes notícias, e mensagens extraídas do site como por exemplo, um homem que encontrou com o pai dele através de Taringa! em menos de 24hs, depois de 25 anos sem receber notícias; ou o vídeo íntimo da famosa modelo argentina Wanda Nara publicado no Poringa, que alcançou 2 milhões de visitas e repercussão em revistas, jornais, e na televisão nacional. De acordo com o jornal argentino MinutoUno, o Taringa! é hoje um dos sites mais visitados pelos argentinos.

## Encerramento
Em 2023, foi tomada a decisão de encerrar as atividades do site. O motivo para essa decisão foi a tendência das novas redes sociais. Segundo seus fundadores, o Taringa! era uma rede social única no mercado, onde os usuários podiam até mesmo monetizar suas postagens. Entretanto, a alta competitividade entre as redes sociais e a mudança de comportamento dos internautas resultaram em uma queda vertiginosa no número de acessos à plataforma. Em virtude desse cenário, no dia 24 de março de 2024 (como havia sido anunciado aos usuários em 2023), a plataforma encerrou definitivamente suas atividades.

## Origem do nome
A história diz que o nome Taringa nasceu num zoológico, quando um macaco fez um barulho parecido com "Tir-inga" e as pessoas presentes acharam engraçado. Assim foi que surgiu o nome.

## Funcionamento
Taringa! funcionava como um site de entretenimento no qual os usuários compartilhavam informação, notícias, vídeos e links através de mensagens (posts), que permitiam receber comentários de outros usuários, assim como pontos com base num sistema de avaliação que habilitava a cada usuário cadastrado e dava uma quantidade diária de pontos. A partir disso eram elaborados rankings semanais baseados nos pontos que os posts e usuários somaram.
Taringa! não hospedava no hosting do site nenhum tipo de arquivo, de modo que pode ser qualificada como uma página de linksharing, encaminhando só os links postados pelos usuários, em alguns casos, a conteúdos ilegais, os quais não eram permitidos pelos termos e condições do site.

### Sistema de usuários
Todos os Usuários — com exceção dos novatos — tinham a sua disposição uma determinada quantidade de pontos com os quais podem avaliar os posts dos outros. Toda vez que um usuário vota um post, o autor deste vê acrescentada a pontuação pessoal, e com o tempo permitirá que o usuário ascenda de categoria.
As categorias dos usuários eram:
- Administrador: os administradores contam com os mesmos privilégios dos moderadores, mas também são responsáveis pelo constante desenvolvimento do site em matéria técnica.
- Moderador: o moderador está encarregado de manter a ordem, a paz e o respeito no Taringa! em concordância com o Protocolo. O Moderador conta com 35 pontos por dia.
- Gold User: são os usuários que estão posicionados entre o posto 1 e 50 do T! Rank. Diariamente podem dar 30 pontos.
- Silver User: são os usuários que estão posicionados entre o posto 51 e 100 do T! Rank. Diariamente podem dar 20 pontos.
- Great User: é um prêmio para aqueles usuários que merecem. Não tem critérios específicos pra isso, e a única diferença com os New Full Users ou Full Users é que têm 17 pontos por dia.
- Full User: possuem os mesmos privilégios dos New Full Users. Denominam-se Full Users aqueles que se cadastraram antes da versão 3 de Taringa! (março de 2007), ou também aqueles que alguma vez foram Silver ou Gold Users e acabaram saindo do top 100 de usuários. Todos estes membros têm 12 pontos por dia.
- New Full User: depois de obter 50 pontos num post os novatos viram New Full Users e assim podem fazer uso pleno de Taringa!, incluídos os comentários e posts na seção geral. Estes têm 10 pontos diários.
- Novatos: são os usuários que acabam de chegar à comunidade. A atividade no site é restrita, e eles somente podem postar e comentar na seção de Novatos, no entanto o acesso aos conteúdos é total, mas não possuem pontos para avaliar.

### T! Rank
O T! Rank é um ranking que era gerado diariamente de acordo com uma fórmula matemática que fazia o cálculo da participação dos usuários e os conteúdos compartilhados pelos mesmos no site. Os primeiros 50 usuários do ranking eram catalogados como “Gold Users” podendo dar até 30 pontos diários. Aqueles usuários que ficavam entre o posto 51 ou 100 eram catalogados como “Silver Users” podendo dar até 20 pontos diários. Quando um usuário saía dos 100 primeiros postos era catalogado novamente como “Full User” podendo dar até 12 pontos.

## Software de usuários
Os usuários desta Web criavam programas para melhorar o uso dela, por exemplo, o usuário “TavoT” criou “MensajeaT”, um programa para se enviar mensagens privadas entre os usuários, e “BBCoder” para criar posts com formato. No entanto, não é um software independente, que também tem toolbars para navegadores como o Firefox ou Internet Explorer criadas por um usuário chamado “Webmaster14”.

## Dados estatísticos Setembro
Maio 2008
- Usuários únicos = 22.863.801
- Tempo meio por usuário = 07:05 min.
- Páginas vistas por usuário = 5,04
- PageViews = 115.345.480
- Usuários únicos absolutos = 10.672.524